# Svetovno prvenstvo v veslanju 1999
22. Svetovno prvenstvo v veslanju se je odvijalo med 22. in 29. avgustom 1999 v St. Catharines, Kanada.

## Medalje po državah
| Mesto  | Država                     |    |    |    | Skupaj |
| ------ | -------------------------- | -- | -- | -- | ------ |
| 1      | ZDA                        | 6  | 3  | 0  | 9      |
| 2      | Nemčija                    | 3  | 7  | 1  | 11     |
| 3      | Italija                    | 3  | 0  | 2  | 5      |
| 4      | Romunija                   | 2  | 0  | 1  | 3      |
| 5      | Belorusija                 | 2  | 0  | 0  | 2      |
| 5      | Romunija                   | 2  | 0  | 0  | 2      |
| 7      | Avstralija                 | 1  | 4  | 3  | 8      |
| 8      | Združeno kraljestvo        | 1  | 4  | 0  | 5      |
| 9      | Švica                      | 1  | 1  | 0  | 2      |
| 10     | Kanada                     | 1  | 0  | 3  | 4      |
| 11     | Nova Zelandija             | 1  | 0  | 0  | 1      |
| 11     | Slovenija                  | 1  | 0  | 0  | 1      |
| 13     | Ukrajina                   | 0  | 2  | 0  | 2      |
| 14     | Francija                   | 0  | 1  | 1  | 2      |
| 15     | Čile                       | 0  | 1  | 0  | 1      |
| 15     | Ljudska republika Kitajska | 0  | 1  | 0  | 1      |
| 15     | Češka                      | 0  | 1  | 0  | 1      |
| 18     | Irska                      | 0  | 0  | 2  | 2      |
| 18     | Rusija                     | 0  | 0  | 2  | 2      |
| 20     | Argentina                  | 0  | 0  | 1  | 1      |
| 20     | Bolgarija                  | 0  | 0  | 1  | 1      |
| 20     | Hrvaška                    | 0  | 0  | 1  | 1      |
| 20     | Madžarska                  | 0  | 0  | 1  | 1      |
| 20     | Nizozemska                 | 0  | 0  | 1  | 1      |
| 20     | Norveška                   | 0  | 0  | 1  | 1      |
| 20     | Zimbabve                   | 0  | 0  | 1  | 1      |
| Skupaj | Skupaj                     | 24 | 24 | 24 | 72     |

## Pregled medalj
| Dogodek:                    | Zlato: | Čas     | Srebro: | Čas     | Bron: | Čas     |
| Moški                       | |         | |         | |         |
| enojec                      | Nova Zelandija Rob Waddell | 6:36.68 | Švica Xeno Mueller | 6:40.96 | Kanada · Derek Porter | 6:43.99 |
| dvojni dvojec               | Slovenija Iztok Čop (b) Luka Špik (s) | 6:04.37 | Nemčija · Sebastian Mayer (b) · Stefan Roenhert (s) | 6:06.15 | Norveška Fredrik Bekken (b) Olaf Tufte (s) | 6:06.20 |
| dvojni četverec             | Nemčija · Marco Geisler (b) · Andreas Hajek (2) · Stephan Volkert (3) · Andre Willms (s) | 6:24.37 | Ukrajina Oleg Likov (b) Oleksandr Marčenko (2) Leonid Šapošnikov (3) Aleksandr Zazkalko (s) | 6:27.39 | Avstralija · Jason Day (b) · Duncan Free (2) · Peter Hardcastle (3) · Stuart Reside (s) | 6:28.20 |
| dvojec s krmarjem           | ZDA · James Neil (b) · Philip Henry (s) · Nicholas Anderson (c) | 6:48.56 | Nemčija · Joerg Diessner (b) · Enrico Schnabel (s) · Felix Erdmann (c) | 6:48.81 | Argentina Damian Ordas (b) Walter Balunek (s) Patricio Mouche (c) | 6:56.07 |
| dvojec brez krmarja         | Avstralija · Drew Ginn (b) · James Tomkins (s) | 6:19.00 | Francija · Michel Andrieux (b) · Jean-Christophe Rolland (s) | 6:22.21 | Hrvaška · Oliver Martinov (b) · Ninoslav Šaraga (s) | 6:24.86 |
| četverec s krmarjem         | ZDA · Thomas Murray (b) · Daniel Protz (2) · Garrett Klugh (3) · ?? (s) · Sean Mulligan (c) | 6:38.31 | Združeno kraljestvo Rick Dunn (b) Jonny Searle (2) Jonny Singfield (3) Graham Smith (s) Alistair Potts (c)                                                                                       | 6:40.18 | Romunija Ovidiu Cornea (b) Vasile Mastacan (2) Valentin Robu (3) Neculai Taga (s) Dumitru Raducanu (c) | 6:41.89 |
| četverec brez krmarja       | Združeno kraljestvo Ed Coode (b) James Cracknell (2) Matthew Pinsent (3) Steve Redgrave (s) | 5:48.57 | Avstralija · Ben Dodwell (b) · Bo Hanson (2) · Geoff Stewart (3) · James Stewart (s) · | 5:50.11 | Italija Lorenzo Carboncini (b) Riccardo Dei Rossi (2) Valter Molea (3) Carlo Mornati (s) | 5:51.41 |
| osmerec                     | ZDA · Bryan Volpenhein (b) · Robert Bob Kaehler (2) · Peter Collins (3) · Tom Welsh (4) · Michael Wherley (5) · Jeffrey Klepacki (6) · Garrett Miller (7) · Christian Ahrens (s) · Pete Cipollone (c)               | 6:01.58 | Združeno kraljestvo Bob Thatcher (b) Ben Hunt-Davis (2) Fred Scarlett (3) Louis Attrill (4) Luka Grubor (5) Kieran West (6) Tim Foster (7) Steve Trapmore (s) Rowley Douglas (c)                 | 6:03.27 | Rusija · Serguei Matveev (b) · Alexander Litvinčev (2) · Dmitri Kovalev (3) · Vladimir Volodenkov (4) · Andrei Gluhov (5) · Dimitri Aksenov (6) · Nikolai Aksionov (7) · Pavel Melnikov (s) · Aleksandr Lukjanov (c) | 6:04.64 |
| lahki enojec                | Danska Karsten Nielsen | 6:47.97 | Češka Michal Vabrousek | 6:51.14 | Madžarska Gergely Kokas | 6:53.14 |
| lahki dvojni dvojec         | Italija Michelangelo Crispi (b) Leonardo Pettinari (s) | 7:12.46 | Avstralija · Bruce Hick (b) · Hamish Karrasch (s) | 7:15.95 | Nemčija · Ingo Euler (b) · Bernhard Ruehling (s) | 7:18.80 |
| lahki dvojni četverec       | Italija Simone Forlani (b), Daniele Gilardoni (2) Franco Sancassini (3) Mauro Baccelli (s) | 6:27.71 | Nemčija · Manuel Brehmer (b) · Franz Mayer (2) · Dennis Niemeyer (3) · Thorsten Schmidt (s) | 6:32.41 | Irska Neal Byrne (b) James Lindsay-Fynn (2) Noel Monahan (3) Gearoid Towey (s) | 6:32.81 |
| lahki dvojec brez krmarja   | Italija Stefano Basalini (b) Paolo Pittino (s) | 7:28.35 | Čile Miguel Cerda Silva (b) Christian Yantani Garces (s) | 7:29.05 | Irska Neville Maxwell (b) Tony O'Connor (s) | 7:29.18 |
| lahki četverec brez krmarja | Danska Eskild Ebbesen (b) Thomas Ebert (2) Victor Feddersen (3) Thomas Poulsen (s) | 6:45.63 | Avstralija · Darren Balmforth (b) · Simon Burgess (2) · Anthony Edwards (3) · Bob Richards (s)                                                                                                   | 6:47.15 | Francija · Jean-David Bernard (b) · Xavier Dorfman (2) · Yves Hocde (3) · Laurent Porchier (s) | 6:47.35 |
| lahki osmerec               | ZDA · Josh Cashman (b) · Kevin Cotter (2) · Eric Den Besten Tinholt (3) · Sean Kammann (4) · Christopher Chris Kerber (5) · William Plifka (6) · Gregory Ruckman (7) · Nicholas Tripician (s) · Alexey Salamini (c) | 5:34.43 | Združeno kraljestvo · Phil Baker (b) · Gareth Davis (2) · Ned Kittoe (3) · Mike Louzado (4) · james McGarva (5) · Nick Strange (6) · Aidan Tucker (7) · David Webb (s) · ?? (c)                  | 5:36.08 | Italija Lorenzo Bertini (b) Filippo Dodero (2) Stefano Fraquelli (3) Carlo Grande (4) Andrea Lupini (5) Salvatore Messina (6) Marco Paniccia (7) Bruno Pasqualini (s) Antonia Cirillo (c)                            | 5:36.93 |
| Ženske                      | |         | |         | |         |
| enojec                      | Belorusija Ekaterina Karsten-Hodotovič | 7:11.68 | Nemčija · Katrin Rutschow | 7:14.70 | Bolgarija Rumjana Nejkova | 7:17.02 |
| dvojni dvojec               | Nemčija · Kathrin Boron (b) · Jana Thieme | 6:41.98 | Ljudska republika Kitajska Lin Liu (b) Xiuyun Zhang (s) | 6:45.99 | Nizozemska Pieta van Dishoeck (b) Eeke van Nes (s) | 6:46.18 |
| dvojni četverec             | Nemčija · Maren Derlien (b) · Meike Evers (2) · Kerstin El Qalqili-Kowalski (3) · Manuela Lutze (s) | 7:06.53 | Ukrajina Jana Kramarenko (b) Svitlana Mazij (2) Tatjana Osutužanina (3) Olena Morozova-Ronžina (s)                                                                                               | 7:09.98 | Rusija · Oxana Dorodnova (b) · Julia Levina (2) · Larisa Merk (3) · Olga Samulenkova (s) | 7:11.64 |
| dvojec brez krmarke         | Kanada · Theresa Luke (b) · Emma Robinson (s) | 7:00.85 | Nemčija · Elke Hipler (b) · Kathleen Naser (s) | 7:02.77 | Avstralija · Kate Slatter (b) · Rachael Taylor (s) | 7:03.83 |
| četverec brez krmarke       | Belorusija Julija Bičik (b) Elena Mikulič (2) Olga Tracevskaja (3) Marina Znak (s) | 6:26.25 | Nemčija · Sandra Goldbach (b) · Marita Scholz (2) · Mira Van Daelen (3) · Sonja Van Daelen (s)                                                                                                   | 6:28.29 | ZDA · Sara Field (b) · Tristine Glick (2) · Wendy Wilbur (3) · Maite Urtasun (s) | 6:31.15 |
| osmerec                     | Romunija Georgeta Damian-Andrunache (b) Magdalena Dumitrache (2) Doina Ignat (3) Ioana Olteanu (4) Marioara Popescu (5) Doina Spircu-Craciun (6) Viorica Susanu (7) Aurica Barascu (s) Elena Georgescu-Nedelc (c)   | 6:47.66 | ZDA · Torrey Folk (b) · Amy Fuller (2) · Sarah Jones (3) · Katherine Maloney (4) · Amy Marie Martin (5) · Elisabeth McCagg (6) · Linda Miller (7) · Monica Tranel-Michini (s) · Rajanya Shah (c) | 6:48.81 | Kanada · Buffy-Lynne Williams (b) · Laryssa Biesenthal (2) · Alison Korn (3) · Theresa Luke (4) · Heather McDermid (5) · Emma Robinson (6) · Dorota Urbaniak (7) · Kubet Weston (s) · Lesley Thompson-Willie (c)     | 6:53.19 |
| lahki enojec                | Švica Pia Vogel | 7:33.80 | ZDA · Lisa Schlenker | 7:34.99 | Argentina Maria Garisoain | 7:35.81 |
| lahki dvojni dvojec         | Romunija Constanta Burcica (b) Camelia Macoviciuc (s) | 8:12.67 | ZDA · Christine Smith-Collins (b) · Sarah Garner (s) | 8:16.30 | Avstralija · Virginia Lee (b) · Sally Newmarch (s) | 8:19.88 |
| lahki dvojni četverec       | ZDA · Molly Brock (b) · Mary Angie Cummins (2) · Sara Den Besten (3) · Sherri Kiklas (s) | 7:17.82 | Nemčija · Angelika Brand (b) · Maja Tarmstadt (2) · Anna Kleinz (3) · Christine Morawitz (s) | 7:20.19 | Kanada · Nathalie Benzing (b) · Tracy Duncan (2) · Katrina Scott (3) · renata Troc (s) | 7:33.57 |
| lahki dvojec brez krmarke   | ZDA · Linda Muri (b) · Rachel Anderson (s) | 8:31.11 | Združeno kraljestvo Jane Hall (b) Milindi Myers (s) | 8:31.72 | Zimbabve Nicola Davies(b) Jill Lancaster (s) | 9:00.98 |